# Parque Centenario

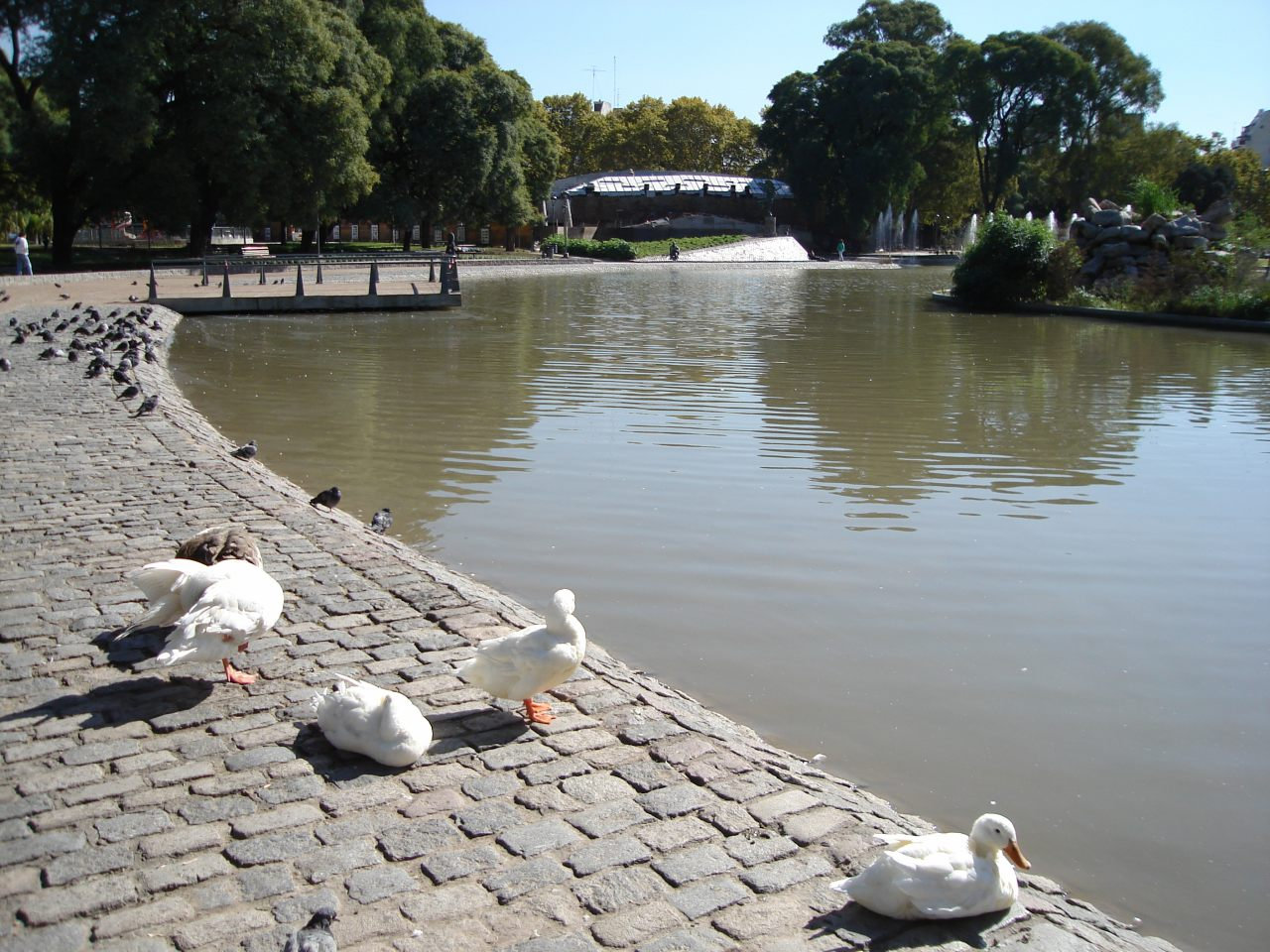
Lago central do Parque Centenario.

O Parque Centenário (em castelhano: Parque Centenario) é uma área protegida na Argentina. Trata-se de um conjunto de praças localizadas na cidade Buenos Aires. Localiza-se no centro geográfico da cidade, entre as avenidas Díaz Vélez, Patricias Argentinas, Leopoldo Marechal e Ángel Gallardo, no bairro Caballito, zona limítrofe com os bairro Almagro e Villa Crespo.

Em consequência disso, a zona residencial localizada nos quarteirões próximos ao complexo de praças se tornou conhecida pelos habitantes da cidade pelo mesmo nome.